# Paul de Kock
Pour les articles homonymes, voir Kock.
Charles-Paul de Kock est un romancier, auteur dramatique et librettiste français, né le 21 mai 1793 à Passy et mort le 29 août 1871 dans le 10e arrondissement de Paris.

## Biographie
Paul de Kock est le fils d'un banquier hollandais, Jean Conrad de Kock, qui fut guillotiné sous la Révolution et d'Anne Barbe Kosseler de Fontaine,. Romancier populaire, fécond et truculent, il peignit les petites gens de Paris. Sa vogue, en France et à l'étranger, fut très grande. Il est également l'auteur de près de deux cents drames et vaudevilles et de nombreuses chansons, dont la plus célèbre, Madame Arthur, écrite vers 1850 et chantée par Yvette Guilbert, fut un grand succès dans les années 1920.
Paul de Kock était à ses heures chansonnier. Mais s'il semblait faire peu de cas de sa « petite muse », cela ne l'empêcha pas de produire une quantité respectable d’œuvres. Il avait écrit la musique de quantités de chansons et de chansonnettes qui, pendant des années, avaient défrayé les intermèdes de représentations à bénéfice et de cafés-concerts, dont une pochade intitulée : Le Concert monstre, qui eut la gloire d'être mis en quadrille à grand orchestre aux concerts du « Jardin Turc », situé sur le boulevard du Temple, par Louis-Antoine Jullien, Le Maître d'école et Le Caissier, que Pierre Levassor et Joseph Kelm interprétèrent.
Ses romans, longtemps publiés par Ferdinand Sartorius, ont été republiés sous la forme de fascicules aux éditions Rouff et eurent un important succès posthume.
Chateaubriand aurait dit de lui chez Madame Récamier : « Paul de Kock est consolant, jamais il ne présente l'humanité sous le point de vue qui attriste ; avec lui on rit et on espère. »
Paul de Kock meurt le 29 août 1871 à son domicile du boulevard Saint-Martin, dans le 10e arrondissement de Paris. Il est inhumé au cimetière communal des Lilas. Son fils, Henri de Kock (1819-1892), fut aussi romancier et auteur dramatique. De sa relation avec la comédienne de théâtre Francesca Casadesus dite Ramadié, il est le père de Luis Casadesus (1850-1919), ancêtre de la Famille Casadesus.

## Postérité
Les romans de Paul de Kock sont évoqués dans Jocaste et le Chat maigre (1878), une nouvelle d'Anatole France, six romans de Fiodor Dostoïevski : Les Pauvres Gens (1846), Le Joueur, Carnet d'un Inconnu, L'Idiot, Les Démons (page 19 de l'édition La Pléiade) et Les Frères Karamazov, Nid de gentilhomme d'Ivan Tourgueniev ainsi que dans une nouvelle de Guy de Maupassant, Mots d'amour (parue dans Gil Blas en 1882), et dans Contes grivois en 1993.
Paul de Kock est nommé par Alphonse Daudet dans Lettres de mon moulin : À Milianah, notes de voyage.
Paul de Kock est évoqué dans les Mémoires de Pierre François Lacenaire, et dans plusieurs pastiches de La Négresse blonde de Georges Fourest.
De Kock est mentionné dans le roman Paris au Vingtième Siècle de Jules Verne comme le seul auteur du dix-neuvième siècle dont les œuvres se rencontrent à la librairie.
François Coppée et Paul Verlaine évoquent Paul de Kock dans l'Abum zutique : 

« J'ai, non sans quelque aplomb qu'on ne saurait nier,
Dirigé cette danse exquise du panier
Dont Paul de Kock nous parle en mainte parabole. »

— Paul Verlaine, Album zutique, « Vieux Coppées   »
Dans La Peau de chagrin de Balzac, Paul de Kock est brièvement présenté, à l'instar de Labiche, comme un auteur comique. Balzac cite également son nom dans Illusions perdues, II. (coll. de la Pléiade, p. 351) : deux exemplaires du second ouvrage d'un commerçant, Paul de Kock.
Il est fait allusion aux romans de Paul de Kock dans Pendennis de Thackeray (paru sous forme de feuilleton en 1848-1850), dans Un Américain bien tranquille de Graham Greene, également dans Thérèse Desqueyroux de François Mauriac (une note en bas de page de l'édition de poche de 1989 présente Paul de Kock comme un « romancier fécond mais artiste médiocre n'étant pas passé à la postérité »), ainsi que, sous le nom de « Poile de Coque », dans la pièce du répertoire de Guignol L'Instruction obligatoire de Jérôme Coquard (Adrien Storck).
Dans Ba-ta-clan, opérette de Ludovic Halévy et Jacques Offenbach, de 1855, l'héroïne (supposée chinoise) Fé-an-nich-ton révèle son origine française en lisant un roman de Paul de Kock.
Le roman de Paul de Kock Gustave, le mauvais sujet est mentionné par Maurice Maeterlinck dans Bulles bleues, son livre de souvenirs.
La comédie-vaudeville L'académicien de Pontoise (1848) d'Antoine-François Varner et Varin mentionne à propos des romans de Paul de Kock que « ça l' [l'élève du précepteur] amuse !.. Je ne sais pas si ça lui apprend la chimie... mais ça lui apprend à rire, ce qui est un joli talent pour un Anglais !..».
Dans le tome IV, livre sixième, chapitre II des Misérables de Victor Hugo, Gavroche dit aux deux mômes qu'il a recueillis : « Nous n'avons pas le temps de lire des romans de monsieur Paul de Kock ».
Auguste Dalville, héros de La Laitière de Montfermeil, est mentionné par Jules Romains dans Les Hommes de bonne volonté (volume 22 Les Travaux et les Joies, chapitre XXXIV) à propos de la ville d'Avallon.
Dans sa chronique dramatique du 16 mars 1914, Paul Léautaud a écrit : « J’ai lu de très bonne heure — j’avais à peine douze ans, je crois — et bien des choses, souvent très différentes. Paul de Kock y voisinait avec Molière et Regnard, Diderot, [...] avec Erckmann-Chatrian, Walter Scott avec toutes les pièces de théâtre du vieux boulevard du Temple. »
L’Ulysse (1922) de James Joyce comporte des allusions à Paul de Kock, entre autres dans les épisodes de Calypso, des sirènes et de Circé (où le roman « La Fille aux trois jupons » est cité).
Dans Nord (1960) de Louis-Ferdinand Céline, le baron von Leiden qui héberge le héros ne veut plus lire que du Paul de Kock.
Le château de Compiègne conserve un Portrait de Paul de Kock gravé par Eugène Leguay.
Plusieurs endroits lui rendent hommage : la rue Paul-de-Kock dans le 19e arrondissement de Paris, la rue Paul-de-Kock au Pré-Saint-Gervais, la rue Paul-de-Kock et le square Paul-de-Kock à Romainville.

En 1925, toute la presse a annoncé  qu'une voie située à Belleville dans un lotissement nouveau appartenant à MM. Charles Pélissier et Nanquette allait être baptisée du nom de Paul de Kock. Cette initiative est due au journaliste Maurice Hamel qui a voué un véritable culte au malicieux et charmant auteur du Cocu, de Papa beaupère. 
« On ne peut point ne pas songer à Paul de Kock quand on évoque Belleville, ses grisettes amoureuses et ingénues, ses petits employés épris de farces et de bonnes et franches lippées, Belleville qui était alors une banlieue de Paris, avec des tonnelles et des guinguettes, où, le dimanche, s'esbaudissaient les jeunes gens en liesse. Paul de Kock avait à Romainville — à deux pas de là — sa petite propriété, et il célébra Belleville en écrivant un roman exquis : La Pucelle de Belleville. »
 Maurice Hamel fonde une société qui prend le nom de « La Société des Amis de Paul de Kock », dont M. Clément Vautel a accepté la présidence d'honneur d'un comité d'organisation constitué pour l'érection d'un buste à Paul de Kock dont la commande sera faite à un jeune sculpteur Émile Lerov sic (Leroy). 
« La Société des Amis de Paul de Kock qui, pour réunir les fonds nécessaires organisera des fêtes vraiment joyeuses auxquelles, cela va sans dire ne seront pas conviés les esthètes de l'école proustienne et gidarde. on y verra d'ailleurs d'accortes grisettes et c'est un genre que ne les intéresse pas du tout. »
 Le monument est inauguré le 8 juillet 1928, square Paul-de-Kock aux Lilas,, non loin du jardin où Paul de Kock avait aménagé un théâtre de verdure, à l'endroit de l'actuel Théâtre du Garde-Chasse.

## Œuvres
(liste partielle)
- 1812 : L'Enfant de ma femme

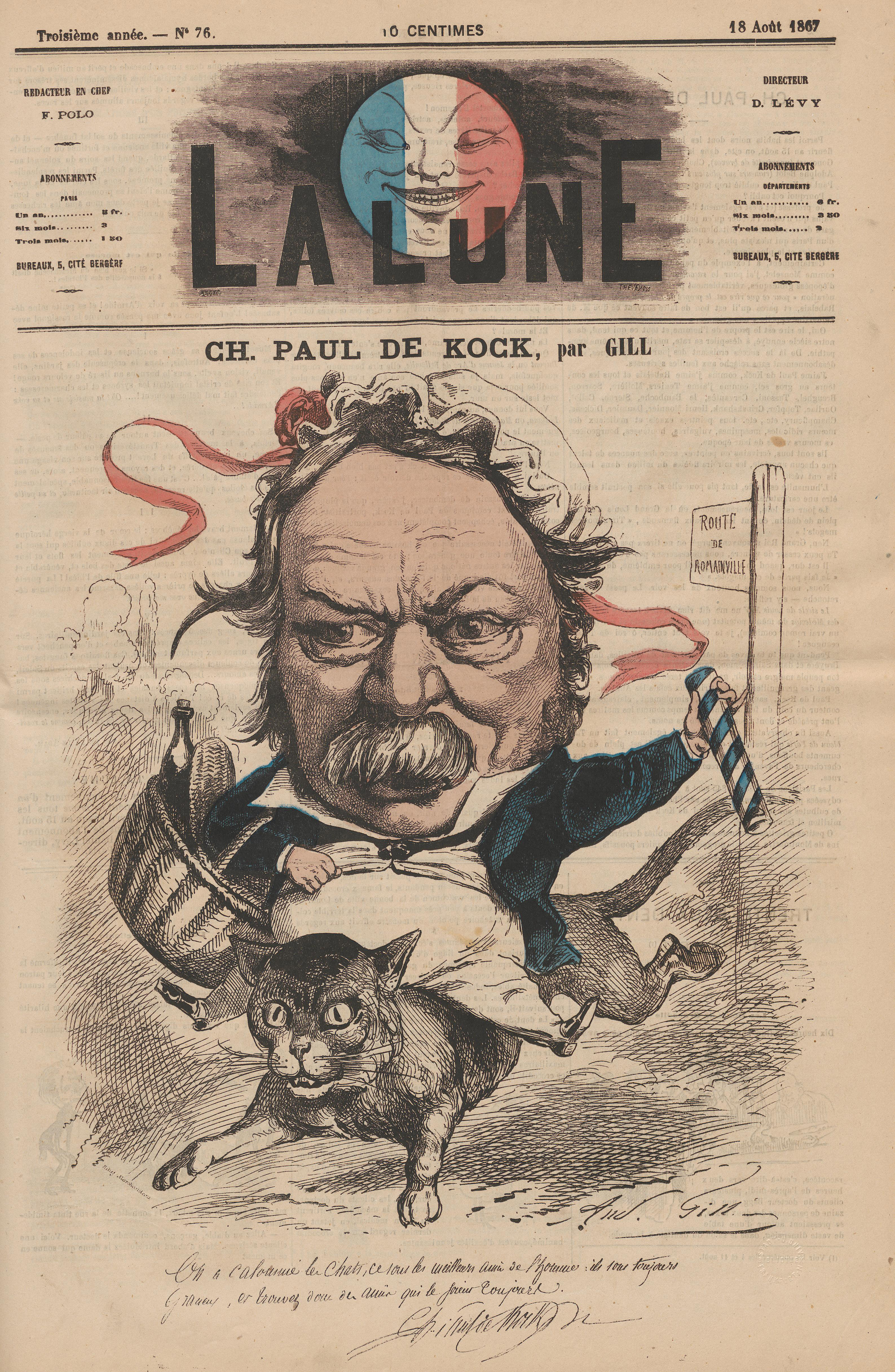
Caricature par André Gill
parue dans La Lune en 1867.

- 1815 : Le Troubadour portugais, mélodrame en trois actes, Théâtre de l'Ambigu-Comique, 7 novembre, avec Théodore d'Hargeville et E. F. Varez
- 1821 : Gustave le mauvais sujet
- 1821 : Georgette ou la Nièce du tabellion
- 1826 : André le Savoyard
- 1827 : Le Barbier de Paris
- 1827 : La Laitière de Montfermeil
- 1828 : Jean
- 1829 : La Femme, le Mari et l'Amant
- 1831 : Le Cocu
- 1833 : Un bon enfant
- 1833 : Le Barbier de Paris
- 1834 : La Pucelle de Belleville
- 1835 : Ni jamais ni toujours, avec Charles Mourier
- 1836 : Zizine
- 1837 : Un tourlourou
- 1840 : La Maison blanche
- 1840 : La Jolie Fille du faubourg
- 1842 : La Grande Ville
- 1844 : Sans-cravate ou les Commissionnaires (en deux tomes)
- 1847 : L'Amant de la lune
- 1849 : Mon voisin Raymond
- 1849 : Le Maître d'école de Coubron
- 1849 : Les Enfants de Marie
- 1849 : M. Dupont
- 1855 : La Bouquetière du château d'eau
- 1862 : Le Minotaure, vaudeville en 1 acte, avec Clairville et Amédée de Jallais
- 1864 : Le Petit-Fils de Cartouche
- 1867 : La Fille aux trois jupons
- 1867 : Le Professeur Ficheclaque
- 1868 : Madame Tapin
- 1872 : La Mariée de Fontenay-aux-Roses (posthume)
- Les Étuvistes
- La Demoiselle du cinquième